# U-45号潜艇 (1915年)
陛下之45号潜艇是德意志帝国海军建造的一艘潜艇或称U艇。它由但泽的帝国船厂承建，于1915年4月15日下水，至同年10月9日交付使用。U-45号是在第一次世界大战期间服役的329艘德国潜艇之一，并参加了大西洋潜艇战。在其七次巡逻中，共击沉协约国或中立国的27艘商船，容积总吨为47286吨。1917年9月12日，U-45号在设得兰群岛西北部海域遭英国潜艇D7号以鱼雷击沉，45名船员中有43人遇难。

## 设计
第一次世界大战爆发后，从U-43号开始，德国潜艇进入战时动员型生产时期。它们在尺寸上与前期的柴电潜艇类似，但在推进力和续航力上有所提高。动员型在艇体结构和舱室布置方面也有很多创新，例如采用外置式龙骨，将控制舱和指挥舱前移，增加船员居住舱空间，并将居住舱的位置调整至柴油机舱和控制舱之间。此外，潜望镜长度从以往的7.5米增至12米，下潜反应时间缩短为60－90秒。
U-45号的全长为65米；舷宽6.2米，当中的耐压壳体宽为4.18米；有9米的总高和3.74米的吃水深度。艇只的水上排水量为725吨，水下为940吨。
U-45号搭载有可在水上使用的两台猛狮六缸四冲程柴油发动机，总功率为2,000匹公制馬力（1,471千瓦特）；以及可在水下使用的西门子-舒克特双电动发电机，总功率为1,200匹公制馬力（883千瓦特）。这些发动机用以驱动双轴、每根轴各一个的直径1.6米长螺旋桨，从而使艇只在水上的最高速度达15.2節（28.2每小時），在水下的最高航速为每小时9.7節（18.0每小時）。它可以8節（15每小時）的速度在水上巡航11,400海里（21,100），或以5節（9.3每小時）的速度在水下巡航51海里（94）。艇只的潜航深度为50米。
艇只装备了四具直径为500毫米的鱼雷发射管，其中艏、艉各两具，并可携带合共6枚G6型鱼雷。辅助武器为一门88毫米30倍径速射炮，1916年至1917年间则被一门105毫米45倍径速射炮所取代。其标准船员编制为4名军官和32名水兵。

## 历史
U-45号是由德意志帝国海军于1914年6月22日向但泽的帝国船厂订购。它于1915年4月15日下水，至同年10月9日在首任暨唯一一任艇长、海军上尉埃里希·西滕费尔德的指挥下正式入役，并被编入第三潜艇区舰队。在战争期间，U-45号北大西洋东部和巴伦支海总计完成七次巡逻，共击沉了27艘协约国或中立国商船，容积总吨为47286吨。
1917年9月12日，U-45号在爱尔兰北部至苏格兰西部之间的北海海峡巡逻期间，遭英国潜艇D7号从艉部鱼雷管射出的鱼雷击沉。当英国潜艇发动攻击时，U-45号正处在水面上。全艇仅两名船员在袭击中幸存下来，其中包括无线电操作员。艇长西滕费尔德上尉也在阵亡名单之列。U-45号的沉没地点大致位于设得兰群岛西北的55°48′N 07°30′W / 55.800°N 7.500°W附近。

## 袭击历史摘要
| 日期          | 船名           | 船籍       | 吨位 | 结局 |
| ------------- | -------------- | ---------- | ---- | ---- |
| 1916年4月27日 | 产业号         | 英国       | 4044 | 击沉 |
| 1916年4月30日 | 维尼弗雷达号   | 西班牙     | 1441 | 击沉 |
| 1916年5月2日  | 支柱号         | 法國       | 2427 | 击沉 |
| 1916年5月2日  | 莫德号         | 英国       | 120  | 击沉 |
| 1916年7月5日  | 赫特鲁伊达号   | 荷蘭       | 140  | 击沉 |
| 1916年9月28日 | 倒挂金钟号     | 英国       | 145  | 击沉 |
| 1917年1月21日 | 格拉迪斯号     | 英国       | 275  | 击沉 |
| 1917年1月21日 | 露西号         | 英国       | 280  | 击沉 |
| 1917年1月21日 | 海洋之星号     | 英国       | 197  | 击沉 |
| 1917年1月26日 | 塔巴斯科号     | 英国       | 2987 | 击沉 |
| 1917年2月2日  | 加内特山号     | 俄罗斯帝国 | 2272 | 击沉 |
| 1917年2月3日  | 贝尔福德号     | 英国       | 1905 | 击沉 |
| 1917年2月3日  | 埃弗斯通号     | 英国       | 1858 | 击沉 |
| 1917年2月4日  | 埃里达尼亚号   | 義大利王國 | 3171 | 击沉 |
| 1917年2月4日  | 索尔二号       | 挪威       | 2144 | 击沉 |
| 1917年2月10日 | 鸵鸟号         | 英国       | 148  | 击沉 |
| 1917年4月28日 | 奥尔加号       | 俄罗斯帝国 | 1672 | 击沉 |
| 1917年5月3日  | 棕榈枝号       | 英国       | 3891 | 击伤 |
| 1917年5月3日  | 特鲁弗号       | 俄罗斯帝国 | 2462 | 击沉 |
| 1917年5月11日 | 赫耳墨斯号     | 俄罗斯帝国 | 3579 | 击沉 |
| 1917年5月19日 | 伊莉斯号       | 丹麦       | 137  | 击沉 |
| 1917年7月1日  | 天文食号       | 英国       | 185  | 击沉 |
| 1917年7月15日 | 马利斯通号     | 英国       | 2908 | 击沉 |
| 1917年7月16日 | 里布斯顿号     | 英国       | 3372 | 击沉 |
| 1917年7月17日 | 霍沃思号       | 英国       | 4456 | 击沉 |
| 1917年7月20日 | 内维斯布洛克号 | 英国       | 3140 | 击沉 |
| 1917年7月21日 | 达菲拉号       | 英国       | 1754 | 击沉 |
| 1917年7月24日 | 扎特贾号       | 俄罗斯帝国 | 67   | 击沉 |

## 脚注
1. ↑  Gröner，第8-10頁.
2. 1 2  Helgason, Guðmundur. . German and Austrian U-boats of World War I - Kaiserliche Marine - Uboat.net.   [2021-07-23].
3. ↑  Herzog，第48頁.
4. 1 2 3 4  陈进，第71頁.
5. ↑  Herzog，第68頁.
6. ↑  Herzog，第89頁.
7. ↑  Kemp，第35頁.
8. ↑  Helgason, Guðmundur. . German and Austrian U-boats of World War I - Kaiserliche Marine - Uboat.net.   [28 November 2014].